# Didier Le Cour Grandmaison
Didier Le Cour Grandmaison (10 mai 1889 - 10 mai 1917) est un as français de la Première Guerre mondiale crédité de cinq victoires aériennes homologuées avant sa mort au combat en 1917.

## Biographie

### Jeunesse
Didier Louis Marie Charles Le Cour Grandmaison naît à Nantes le 18 mai 1889 de Charles Le Cour Grandmaison et de Louise François Saint-Maur, dont il est le troisième fils (sur sept au total). Il est issu d’une famille de capitaines d’industrie nantais ayant fourni plusieurs armateurs et officiers de marine enrichis par la traite négrière depuis son arrière-arrière-grand-père, Jean Baptiste Le Cour, sieur de Grandmaison, qui était chirurgien-major des vaisseaux du Roi, puis changeur du Roi à Paimboeuf au XVIIIe siècle.
Son enfance se passe entre Nantes et Paris au gré des mandats politiques de son père, député royaliste et conservateur de la Loire-Inférieure de 1885 à 1893, puis sénateur du même département de 1895 à 1901. Il est le frère de Jean Le Cour Grandmaison,, officier de marine puis député qui a notamment voté les pleins pouvoirs au maréchal Pétain en 1940 avant de siéger au Conseil National (l’assemblée consultative du régime de Vichy) puis de se retirer de la vie politique à la fin de la guerre.
Didier fait d'abord ses études dans une école privée catholique de Nantes, puis en 1900, à l'âge de 11 ans, il entre au collège Stanislas de Paris, réputé pour sa préparation aux concours militaires et où ses deux frères aînés ont déjà étudié. La mort de son père en 1901 n'interromps pas ses études, désormais prises en charge par son oncle, lui aussi sénateur. Attiré par la carrière militaire, Didier Le Cour Grandmaison reste un an en classe préparatoire au collège Stanislas après avoir décroché son baccalauréat et réussit en 1907 le concours d'admission à l'école militaire de Saint-Cyr. Il y rentre un an plus tard, après avoir servi dans le 16e régiment de chasseurs à cheval, où il est passé de simple soldat à maréchal des logis.
En 1910, Didier Le Cour Grandmaison sort 131e sur 217 de Saint-Cyr, où ses qualités de cavaliers sont remarquées, en même temps qu'un certain manque de discipline. Il intègre dans la foulée l'école de cavalerie de Saumur, dont il sort avec les honneurs et le grade de lieutenant le 2 août 1911 pour être affecté au 26e régiment de dragons basé à Dijon. Il occupe toujours ce poste lorsque la Première Guerre mondiale éclate.

### Première Guerre mondiale

#### Débuts dans la cavalerie
Avec son régiment, Didier Le Cour Grandmaison prend part aux premiers engagements dans les Vosges, contribuant notamment à la prise éphémère de Mulhouse en Alsace. En octobre 1914, le régiment passe par les Vosges avant de se rendre en Artois, où il devient rapidement inutile avec l'enlisement du front dans une guerre de tranchées,,.

#### Aviation
Didier Le Cour Grandmaison demande son transfert dans l'aviation, où il est transféré le 3 avril 1915. Il intègre l'école d'aviation du Crotoy en baie de Somme, obtenant son brevet de pilote civil (no 1977) le 15 mai 1915 sur un Caudron G.3, puis son brevet militaire (no 1006) le 30 mai suivant. Au terme de sa formation, Le Cour Grandmaison est affecté à l'escadrille C.47, une unité équipée d'appareils Caudron et destinée à l'observation d'artillerie dans laquelle volait également le caporal René Fonck. Il reste dix mois dans cette unité, où il fait preuve d'une certaine agressivité, notamment en attaquant un Aviatik qu'il contraint à atterrir en urgence le 30 septembre 1915, ce qui lui vaut une citation à l'ordre de l'armée.

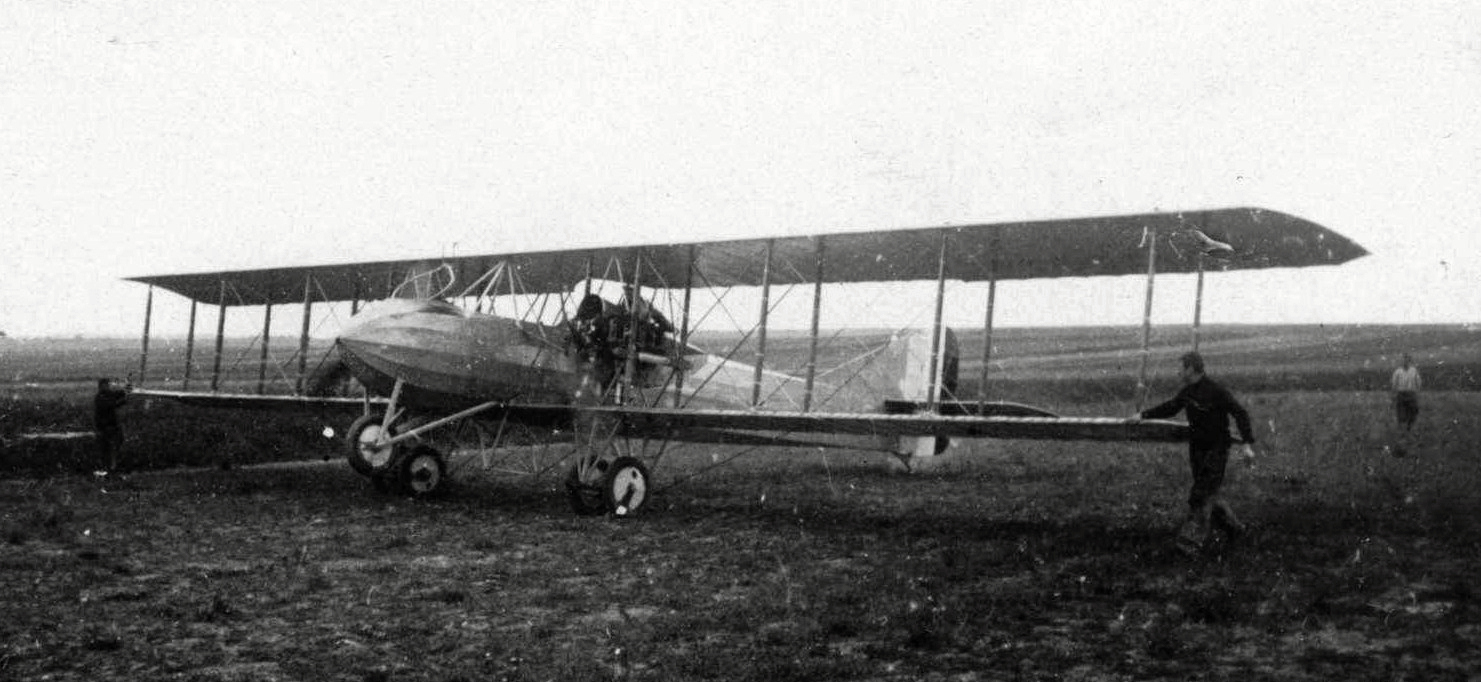
Un Caudron R.4.

Le déploiement sur le front des nouveaux Caudron R.4, des appareils bimoteurs d'une envergure considérable (21 mètres) et lourdement armés, représente le tournant de sa carrière. L'état-major français souhaite en effet constituer une escadrille expérimentale de cet appareil prometteur, potentiellement capable d'affronter les chasseurs ennemis. L'escadrille C.46 (en) est choisie pour être la première à le recevoir et Didier Le Cour Grandmaison en prend le commandement le 15 mars 1916, avec le grade de capitaine,,. Lors de ses premiers tests à Lyon, Le Cour Grandmaison est impressionné par les performances de son nouvel appareil.
Le remodelage et la mise en marche de l'escadrille C.46 se fait rapidement, et l'unité est déployée fin juin 1916 sur le front, dans le secteur de la Somme.

#### À la tête de l'escadrille C.46

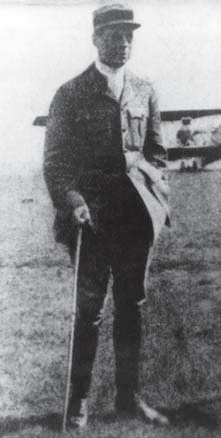
Didier Le Cour Grandmaison

Avec deux mitrailleurs à ses côtés (dont le futur as Léon Vitalis), Le Cour Grandmaison remporte la première victoire de sa nouvelle unité le 15 juillet 1916 en abattant un LVG allemand non loin de Péronne,,. L'équipage inaugure à cette occasion une tactique aussi simple que risquée, en laissant l'appareil ennemi s'approcher aussi près que possible avant de le cribler de balles, faute de pouvoir manœuvrer précisément un avion aussi grand et pesant que le Caudron R.4. Dans les mois qui suivent, l'escadrille C.46 enregistre de nombreuses victoires avec cette technique de combat. Didier Le Cour Grandmaison et ses mitrailleurs remportent notamment leur deuxième victoire le 6 septembre 1916, ce qui vaut au commandant de la C.46 d'être fait chevalier de la Légion d'honneur en octobre. L'équipage remporte deux autres victoires le 20 octobre et le 10 novembre 1916.
En décembre 1916, l'escadrille C.46 est rattachée au prestigieux Groupe de combat no 12, l'escadrille des Cigognes, qui compte dans ses rangs des as comme Georges Guynemer ou Albert Deullin, avec qui Le Cour Grandmaison se rend à Paris au début de 1917. Après avoir remporté 22 victoires dans son secteur de la Somme, la C.46 est envoyée un mois au repos puis redéployée dans les environs de Reims, pour soutenir l'offensive Nivelle. Pour faire face à ce secteur beaucoup plus âprement disputé, l'escadrille est rééquipée avec des Letord 1 (ce qui fait que l'unité devient désormais l'escadrille Let.46). Le 14 avril 1917, Didier Le Cour Grandmaison devient officiellement un as en abattant l'Albatros D.III de Otto Weigel, pilote de la Jasta 14. Il s'agit de la septième victoire de Léon Vitalis, l'observateur, et de la cinquième d'Achille Rousseaux (en), le mitrailleur arrière.

#### Mort
Le nouvel as rentre dans sa famille lors d'une permission à la fin du mois d'avril, lors de laquelle il apprend que le Letord 1 sur lequel il avait l'habitude de voler a été abattu et que ses baraquements ont brûlé (avec tous ses effets personnels). Le 10 mai, de retour au front, Le Cour Grandmaison prend la place d'un de ses pilotes et rencontre lors de sa mission cinq chasseurs allemands de la Jasta 15. Son mitrailleur avant est tué dès les premiers échanges de tir, avant qu'une attaque venue de dessus ne le tue à son tour. Le mitrailleur arrière, blessé au cuir chevelu, réussit malgré tout à poser l'appareil grâce aux double-commandes. La victoire sur l'équipage est attribuée à l'as allemand Heinrich Gontermann, dont c'est la 20e victoire.
Didier Le Cour Grandmaison est enterré avec les honneurs militaires en présence de son frère François.